# View Park-Windsor Hills
View Park-Windsor Hills är en ort (CDP) i Los Angeles County, i delstaten Kalifornien, USA. Enligt United States Census Bureau har orten en folkmängd på 11 075 invånare (2010) och en landarea på 4,8 km².